# Solenopsis weyrauchi
Solenopsis weyrauchi é uma espécie de formiga do gênero Solenopsis, pertencente à subfamília Myrmicinae.